# Gymnasial-Spielverein Gütersloh
Der Gymnasial-Spielverein Gütersloh aus dem ostwestfälischen Gütersloh war der erste Fußballverein im heutigen Nordrhein-Westfalen. Allerdings bevorzugte der 1878 am Evangelisch Stiftischen Gymnasium in Gütersloh gegründete Schüler-Spielverein bis 1907 das „Deutsche Fußballspiel“.

## In viereinhalb Jahren von Braunschweig nach Gütersloh
Der Oktober 1874, als Professor Konrad Koch das neue Spiel am Braunschweiger Martino-Katharineum Gymnasium einführte, gilt als Geburtsstunde des Fußballspiels in Deutschland. Das neue Spiel machte Furore unter den Gymnasiasten, breitete sich vor allem an den Höheren Schulen im deutschen Norden schnell aus und erreichte bereits nach viereinhalb Jahren den Westen Deutschlands. Am 28. Mai 1878 wurde am Evangelisch-Stiftischen Gymnasium im westfälischen Gütersloh ein Schüler-Spielverein gegründet, der hauptsächlich das Fußballspiel betrieb.
Zu Beginn war das Spiel mehr eine Mischung aus Fußball und Rugby, allerdings mit einem runden Ball und nicht mit dem Rugbyball. Zwar ist aus Gütersloh nicht die genauen Spielweise überliefert, aber ein Blick auf das erste Regelwerk, das Professor Koch erarbeitete, zeigt ungefähr, wie auch der Fußballsport in Gütersloh abgelaufen sein muss. Die wichtigsten Unterschiede: Der Ball durfte auch mit den Händen geworfen werden und ein Tor war erzielt, wenn der Ball über die Querlatte gelangt war.
Diese Rugby/Fußball/Eigenbau-Mischung wurde außer in Deutschland nirgendwo auf der Welt gespielt und wurde daher „Deutsches Fußballspiel“ genannt, zumal dadurch der Vorwurf, man betreibe „Engländerei“, entkräftet werden konnte. Auch wenn Konrad Koch in Braunschweig sich mit neuen Regeln schon nach kurzer Zeit dem englischen Fußball annäherte, waren die Gütersloher keineswegs die Einzigen, die das „Deutsche Fußballspiel“ ausübten: Beispiele dafür sind Magdeburg ab ca. 1890 und Nürnberg, wo die Vorläufer des „Club“ seit 1888 den Fußball nicht nur traten, sondern auch warfen.
Es wurde ein Spielplatz gefunden und gepachtet, „auf dem man bis zum Schluss des Sommersemesters eifrig dem deutschen Fußballspiel oblag“. Dann aber muss – über die Gründe ist nichts bekannt – der Verein für eine Weile „eingeschlafen“ sein. Erst 1880 gibt es wieder ein Lebenszeichen, als der damalige Obertertianer Kottig den Verein wieder gründet – mit den neuen Farben Blau-Weiß. Von nun an gibt es durchgängig Belege für seine Existenz, zumindest bis zur Feier des 50-jährigen Bestehens. Durchschnittlich hatte der Verein eine Stärke von 40 bis 45 Mann, nur zeitweilig wurde diese Zahl durch Beschluss der Lehrerkonferenz auf 36 beschränkt. Gespielt wurde nicht nur auf dem Heide-Platz, sondern lange Zeit auch auf dem so genannten „Hammelmarkt“, wo später die Mittelschule gebaut wurde.

## Pflege der Bewegungsspiele
Selbst wenn man von den Spielregeln völlig absieht, darf man sich das sportliche Leben nicht mit dem eines Fußballvereins moderner Prägung vergleichen. Im Mittelpunkt stand natürlich das Fußballspiel „nach deutschen Regeln“, bei dem ein Tor so selten war, dass man die Torschützen der Nachwelt zu überliefern müssen glaubte. Aber die „Pflege der Bewegungsspiele“ umfasste weitaus mehr. Dazu gehörten auch Turnspiele wie zum Beispiel Sauball oder Schleuderball. Ausflüge – damals Ausgänge genannt – z. B. zum Hermannsdenkmal, wurden unternommen, ebenso wie „Turnfahrten“, die mit Vorführungen verbunden waren. Zum Programm solcher Vorführungen gehörten beispielsweise Wettlaufen, Seillaufen, Tauziehen, Ringen, Dreibeinlaufen und später vor allem „Pyramidenbau“. Auch eine „Niklasfeier“ und ein jährlich stattfindendes Konzert zählten als feste Institutionen zum Vereinsleben. 
1889 gab es einen Höhepunkt für den Gymnasial-Spielverein. In Gütersloh fand eine Versammlung der westfälischen Turnlehrer statt. Dabei durfte der Verein auftreten und sich freuen, dass seine Leistungen mit dem Prädikat „gut“ gewürdigt wurden. Allerdings: Mit tiefem Bedauern musste der Chronist feststellen, dass das Fußballspiel nur geringen Anklang gefunden hatte.

## „Revolution“ im Jahr 1907: Vom deutschen zum englischen Fußball
Im Jahr 1907 erfolgte eine entscheidende Veränderung für den Spielverein der Gütersloher Gymnasiasten. Nach 29 Jahren „Deutschen Fußballspiels“ ging man über zum „Association-Fußball“, wie er inzwischen über ganz Deutschland verbreitet war. Der Grund war, dass man ein Wettspiel mit einem Schülerverein in Bad Oeynhausen abgemacht hatte, zu dem das Lehrerkollegium auch die Genehmigung erteilt hatte. Die Oeynhauser spielten allerdings „Association“, so mussten sich auch die Gütersloher dieser Spielweise anpassen. Die Auswirkung schildert die Chronik so: „Man fand auch seinerseits Gefallen daran und führte nunmehr diese Spielweise allgemein ein.“
Durch die Umstellung der Spielweise kamen nun neue Probleme auf den Verein zu. Einige Schüler wollten auch außerhalb der Schulzeit dem runden Leder nachjagen und schlossen sich dem inzwischen in Gütersloh bestehenden nicht-schulischen Sportverein „Germania“ an. Wie lange es den Gymnasial-Spielverein Gütersloh noch gab, ist unbekannt. Er existierte mindestens noch bis 1928, dem Jahr des 50-jährigen Jubiläums – wenn auch mit veränderten Vorzeichen: Der Fußballsport war in den Hintergrund gerückt, an seine Stelle waren Leichtathletik und Gymnastik, Bodenturnen und Schlagball getreten. Wie und wie lange es dann noch weiter ging, ist ungewiss.